# Crosia hachem
Crosia hachem là một loài bướm đêm trong họ Noctuidae.